# La Cazuela
La Cazuela är en ort i Mexiko.   Den ligger i kommunen Dolores Hidalgo och delstaten Guanajuato, i den centrala delen av landet, 270 km nordväst om huvudstaden Mexico City. La Cazuela ligger 1 977 meter över havet och antalet invånare är 183.
Terrängen runt La Cazuela är en högslätt. Runt La Cazuela är det ganska tätbefolkat, med 67 invånare per kvadratkilometer. Närmaste större samhälle är Catalán del Refugio, 5,5 km nordost om La Cazuela. Trakten runt La Cazuela består till största delen av jordbruksmark.